# Urs Frauenfelder
Urs Frauenfelder (geboren 18. Dezember 1974 in Zürich) ist ein Schweizer Mathematiker. Er ist Professor an der Universität Augsburg.

## Leben und Wirken
Urs Frauenfelder studierte von 1994 bis 2000 Mathematik an der ETH Zürich, an der er auch im April 2000 sein Diplom mit Auszeichnung unter Dietmar Salamon über Gromov convergence of Pseudo-holomorphic disks erhielt. Für die nächsten drei Jahre unterrichtete und forschte er an der ETH Zürich und promovierte im Januar 2003 unter Salamon in einer Doktorarbeit über Floer homology of Symplectic quotients and the Arnold-Givental conjecture. Im April 2003 wurde ihm vom Schweizerischen Nationalfonds ein Forschungsjahr an der Hokkaido Universität genehmigt, an der er bis zum März 2005 forschte. Von August 2005 an arbeitete an der Ludwig-Maximilian Universität München und habilitierte im Januar 2009 ebenda. Daraufhin wurde er zu einem Assistenzprofessor und kurz darauf zu einem außerordentlichen Professor an der Seoul National University ernannt. Seit August 2014 forscht und lehrt er an der Mathematisch-Naturwissenschaftlich-Technischen Fakultät der Universität Augsburg. Dort ist er Studiendekan des Instituts für Mathematik.
Seit Februar 2020 ist er der Vorsitzende des Mathematisch-Physikalischen Vereins und organisiert den erfolgreich laufenden offenen Matheraum.
Eine vollständige Liste seiner Publikationen ist auf der Website der Universität Augsburg zu finden.

## Bücher
Seine zusammen mit Otto van Koert verfasste Monographie The Restricted Three-Body Problem and Holomorphic Curves ist 2018 im Springer-Birkhäuser Verlag in der Reihe Pathways in Mathematics erschienen. Darin führen die beiden Autoren aus, wie holomorphe Kurven genutzt werden können, um periodische Orbits im restringierten Dreikörperproblem zu finden.